# Операция «Дни покаяния»
Дни покаяния (ивр. ימי תשובה‎) — операция израильской армии, проведённая с 30 сентября по 15 октября 2004 года и направленная на подавление ракетных обстрелов города Сдерот со стороны боевиков Хамас.

## Начало операции
После гибели двух израильских детей и ранении 23 граждан выпущенными со стороны Газы ракетами Кассам, израильское руководство приняло решение провести военную операцию возмездия, названную «Дни покаяния». Около 2000 солдат и 300 единиц бронетехники были введены в палестинские города Бейт-Лахия, Бейт Ханун и лагерь палестинских беженцев Джебалия. Командовал операцией генерал Шмуэль Закай, ВВС представлял генерал Амир Эшель. Аман и Шабак занимались разведывательной частью операции. Армия обороны Израиля впервые использовал новую тактику уличного боя при которой сухопутные части непосредственно взаимодействуют с силами ВВС. С помощью БПЛА и вертолётов картина боя сразу передаётся пехоте, и позволяет наносить более точные удары по врагу.

## Итоги операции
За 16 дней боёв потери палестинской стороны составили от 104 до 133 человек, согласно разным источникам. Большинство убитых были боевиками Хамас. Потери израильтян составили 5 человек, среди которых двое детей, одна женщина и двое солдат.
Итогом операции стало относительное затишье на границе Израиля и Газы. Количество обстрелов израильской территории снизилось.
В Совет безопасности ООН было внесено предложение осудить Израиль за действия его армии на палестинских территориях, но представители США наложили вето, поскольку резолюция не упоминала обстрелы израильских городов боевиками Хамас.
Израиль, в свою очередь, обвинил официальных представителей UNRWA в пособничестве Хамасу. На что глава UNRWA Питер Хансон заявил, что ему нет дела до политических пристрастий своих работников. Его слова вызвали замешательство в организации и послужили причиной отставки Хансона.